# Ешрефова мрія
«Ешрефова мрія» (тур. Eşref Rüya) — турецький телесеріал 2025 р. у жанрі бойовика, драми та створений компанією Tims&B Productions. В головних ролях — Чагатай Улусой, Демет Оздемір, Бюшра Девелі, Гьоркем Севіндік, Неджип Мемілі, Толга Текін, Ахмет Ріфат Шунгар, Маджит Копер, Джерен Бендерліоглу. Перша серія вийшла в ефір 19 березня 2025 року. Серіал має 1 сезон.
Перший епізод серіалу переглянули 3 мільйони разів на YouTube за 24 години та 23 мільйони разів за 20 днів. Перші чотири епізоди серіалу були випущені на YouTube, а починаючи з 5-го епізоду, він доступний на Amazon Prime Video в Туреччині через день після його телевізійної трансляції.

## Сюжет
Ешреф — 14-річний підліток з бідної сім'ї, який підробляє в автомайстерні. Одного разу він зустрічає дівчину і закохується в неї з першого погляду. Не знаючи її імені, у своїх мріях він називає її Руїя (мрія/сон). Минувши роки, Ешреф стає дуже багатим і впливовим чоловіком, у його житті є все, крім кохання. Він часто згадує ту прекрасну дівчину, яку покохав з першого погляду і з якою так і не зміг познайомитися. Доля вирішує піднести Ешрефу неприємний сюрприз — знову зводить його з Руїєю, але тепер ця дівчина — його ворог.

## Актори та ролі
| Актор               | Персонаж      |
| ------------------- | ------------- |
| Чагатай Улусой      | Ешреф Тек     |
| Демет Оздемір       | Нісан Акьол   |
| Бюшра Девелі        | Сігдем Серім  |
| Гьоркем Севіндік    | Кадір Яник    |
| Неджип Мемілі       | Гурдал Бозок  |
| Толга Текін         | Муслум Чермік |
| Ахмет Ріфат Шунгар  | Фарук Сезері  |
| Маджит Копер        | Якуп Карасан  |
| Джерен Бендерліоглу | Ірмак Бозок   |
| Умут Карадаг        | Сердар Гунсур |
| Хусейн Сойсалан     | Нусрет Ага    |
| Сефа Зенгін         | Сейфо         |

## Сезони

### Туреччина
| Сезон | Початок сезону  | Фінал сезону   | Кількість серій | Епізоди | Канал ТВ | День і час трансляції |
| ----- | --------------- | -------------- | --------------- | ------- | -------- | --------------------- |
| 1     | 19 березня 2025 | 18 червня 2025 | 13              | 1-13    | Kanal D  | Щосереди, 20.00       |
| 2     |                 |                |                 | 14-     | Kanal D  |                       |

## Рейтинги серій

### Сезон 1 (2025)
| Серія | Рейтинг (TOTAL) | Рейтинг (AB) | Рейтинг (ABC1) |
| ----- | --------------- | ------------ | -------------- |
| 1.    | 3,71            | 3,44         | 4,61           |
| 2.    | 3,60            | 4,19         | 4,92           |
| 3.    | 5,35            | 6,24         | 6,32           |
| 4.    | 6,41            | 6,67         | 8,15           |
| 5.    | 6,69            | 6,25         | 7,76           |
| 6.    | 6,64            | 7,13         | 7,83           |
| 7.    | 5,97            | 6,16         | 7,00           |
| 8.    | 6,75            | 6,05         | 7,81           |
| 9.    | 7,06            | 6,66         | 8,33           |
| 10.   | 6,93            | 6,73         | 7,98           |
| 11.   | 6,33            | 4,90         | 6,86           |
| 12.   | 7,20            | 6,26         | 7,61           |
| 13.   | 6,75            | 5,72         | 6,45           |